# Металлург (гандбольный клуб, Скопье)
ГК «Металлург» Скопье (макед. РК Металург Скопје) — гандбольный клуб из северомакедонского Скопье.

## История
Клуб был основан в 1971 году под патронажем стальной индустрии города Скопье. В 1974 году была создана детская команда, которую возглавил Крешимир Пустина. В 1980 году он выиграл чемпионат союзной Республики Македонии. В течение последующих 12 лет, дважды выигрывал чемпионат Республики Македонии в 1986 и 1992 году. После того, как Республика Македония стала независима, «Металлург» стал выступать в чемпионате республики. В сезоне 2005/2006 году «Металлург» первый раз выиграл чемпионат Республики Македонии. В сезоне 2011/12 вышел в 1/8 финала лиги чемпионов ЕГФ, проиграв по результатам двух встреч хорватскому клубу «Загреб». В сезоне 2013/14 «Металлург» повторил успех, в лиге чемпионов ЕГФ, выйдя в 1/16 финала. В 1/16 финала «Металлург» победил датский клуб «Колдинг», а в 1/4 финала проиграл в двух матчах немецкому клубу «Киль» и вылетел из розыгрыша лиги чемпионов ЕГФ. В 2015 году у клуба были финансовые проблемы, а также были недопонимание между игроками и тренером Лино Черваром. Во время кризиса ушли 7 игроков: Станич, Кочич, Марсенич, Борозан, Циндрич, Атьман, Липовина.

## Достижения
- Чемпион Республики Македонии (6): 2005/2006, 2007/2008, 2009/2010, 2010/2011, 2011/2012 и 2013/2014
- Победитель Кубка Лиги Республики Македонии (3): 1979/1980, 1985/1986, 1991/1992
- Обладатель Кубка Республики Македонии (5): 2006, 2009, 2010, 2011, 2013

## Известные игроки
- Филип Талески
- Гоце Ойлески
- Никола Митревский
- Филип Миркуловский
- Стоянче Стойлов
- Милорад Кукоски
- Горан Кузманоски
- Ренато Вугринец
- Мартин Серафимов
- Мартин Велковский